# Audi A2
L'Audi A2 (designat internament Typ 8Z) és un cotxe supermini compacte d'estil MPV, amb cinc portes i quatre o cinc seients, produït pel fabricant alemany Audi de novembre de 1999 a agost de 2005. Basat en el concepte Audi Al2 mostrat per primera vegada al Saló de Frankfurt el 1997, l'A2 era notable per ser construït a partir d'alumini, cosa que en combinació amb els seus motors eficients, el va convertir en un cotxe extremadament econòmic amb combustible.